# Проханов, Сергей Борисович
Серге́й Бори́сович Проха́нов (род. 29 декабря 1952, Москва) — советский и российский актёр театра и кино, театральный режиссёр и педагог. Основатель и руководитель московского Театра Луны (1993—2022). Президент московского Театра на Малой Ордынке (ранее — Театра Луны) с 2022 года. Народный артист Российской Федерации (2005).

## Биография
Я воспитывался как обычный ребёнок, рядом с домом которого находился Дворец пионеров. В кружках этого Дворца меня научили музыке, пению, танцам. Почти дворянское воспитание — и всё бесплатно.

Впервые на киноэкране появился в 1970 г. в картине «Семья как семья (Коробовы встречают Новый год)». В 1972 г. «Волгоград-телефильм» выпустил кинокартину «А пароходы гудят и уходят…» (режиссер Рубен Мурадян), в которой Сергей Проханов уже сыграл главного героя.
В 1974 году окончил Театральное училище имени Б. В. Щукина (курс В. К. Львовой) и поступил в труппу Театра имени Моссовета. В 1981 году, сыграв Сашку в одноимённом спектакле по повести В. Л. Кондратьева, поставленном режиссёром Г. Черняховским, Проханов заявил о себе как о серьёзном и талантливом актёре. В тот же период на экраны страны выходят киноленты «Усатый нянь», «Молодая жена» и «Трижды о любви». Был ведущим детской телепередачи «Будильник».
В 1986 году ему присвоено звание заслуженного артиста РСФСР. В конце 1980-х — начале 1990-х годов актёр много времени посвящает эстраде и выступает в концертных программах как чтец.
В 1990 году Сергей Проханов принимает участие как режиссёр в создании спектакля «Иисус Христос-суперзвезда» Эндрю Ллойда Уэббера на сцене театра имени Моссовета, где также исполняет роль царя Ирода. После этого актёр решает создать собственный театр. Сначала это коммерческий театр-студия реалистической фантастики при Союзконцерте, а впоследствии на собственные средства Проханов открывает «Театр Луны». Театр был расположен по соседству с театром имени Моссовета, в одном из подвалов на Патриарших прудах, потом переехал в центр Москвы.
В репертуаре театра:
- «Византия» (по мотивам «Отравленной туники» Н. Гумилёва, 1994),
- «Мечты маленького Робинзона» (1995),
- «Сны взрослого Робинзона» (1995),
- «Фанта-Инфанта» (1996),
- «Ночь нежна» (1997),
- «Таис сияющая» (1999) и другие.

Большинство пьес для спектаклей театра написаны или переработаны самим Сергеем Прохановым. В «Театре Луны» в своё время играли знаменитые артисты — Валентин Смирнитский, Дмитрий Певцов, Олег Марусев, Чулпан Хаматова, Анатолий Ромашин, Марина Блейк. Сейчас в труппе театра тоже немало звёзд: Сергей Виноградов, Елена Захарова, Анна Терехова, Евгений Герчаков, Марк Алисов, Алексей Лосихин, Валерия Ланская, Анастасия Стоцкая, Дмитрий Бикбаев, Елена Цорн, Вероника Лысакова.
С 1999 года Проханов являлся руководителем курса в РАТИ.
8 июля 2022 года — покинул пост художественного руководителя «Театра Луны» и стал его президентом.
Народный артист Российской Федерации (2005).

## Семья
- Жена (в 1974—1999) — Татьяна Юрьевна Проханова (урожд. Василевская; род. 1956), внучка двух Маршалов Советского Союза (Александра Михайловича Василевского и Георгия Константиновича Жукова)[5], юрист-международник.
- Дочь Анастасия (род. 1979) — художник-модельер. Руководит «Мастерскими Луны» по изготовлению сценических костюмов.[источник не указан 1325 дней]
- Сын Антон (род. 1988) — владелец отеля и дайвинг-центра на Филиппинах (остров Миндоро)[6].

## Признание и награды
- Заслуженный артист РСФСР (1986).
- Заслуженный деятель искусств Российской Федерации (4 марта 1999 года) — за заслуги в области искусства[7].
- Народный артист Российской Федерации (21 декабря 2005 года) — за большие заслуги в области искусства[1].
- Благодарность Президента Российской Федерации (29 июня 2018 года) — за заслуги в развитии отечественной культуры и искусства, многолетнюю плодотворную деятельность[8].
- Почётная грамота Правительства Москвы (25 декабря 2002 года) — за большие творческие достижения в развитии театрального искусства и в связи с 50-летием со дня рождения[9].

## Творчество

### Роли в театре
1. «Дальше — тишина…» — Бармен
2. «Миллион за улыбку»
3. «Последняя жертва»
4. «Глазами клоуна»
5. «Сашка» — Сашка
6. «Инфанты»
7. «Пять углов»
8. «Фабричная девчонка» — Бибичев
9. «Иисус Христос — суперзвезда» — Царь Ирод
10. «Премьера»

### Режиссёр театра
1. «Уникальные голос»
2. «Византия» (по пьесе Н. Гумилёва «Отравленная туника»)
3. «Мечты маленького Робинзона» (по пьесе О. Михайловой)
4. «Сны взрослого Робинзона»
5. «Фанта-инфанта»
6. «Фауст»
7. «Таис Сияющая» (С. Проханов)
8. «Чарли Ча» (С. Проханов)
9. «Путешествие дилетантов» (Б. Окуджава)
10. «Ночь нежна» (Ф. С. Фицджеральд)
11. «Старый новый Фауст»
12. «Губы» (С. Проханов по роману В. Набокова «Камера обскура»)
13. «Лиромания» (С. Проханов по пьесе У. Шекспира «Король Лир»)
14. «Диагноз: Эдит Пиаф» (С. Проханов)
15. «Оскар и Розовая Дама»
16. «Я… скрываю» (С. Проханов)
17. «Природный экстрим» (С. Проханов, вольная импровизация на тему «Снегурочки» А. Островского)
18. «Коррида, или Роман с бессонной ночью» (С. Проханов)

### Драматург и автор либретто
1. «Таис Сияющая»
2. «Чарли Ча»
3. «Губы» (по роману В. Набокова «Камера обскура»)
4. «Лиромания» (по пьесе У. Шекспира «Король Лир»)
5. «Диагноз: Эдит Пиаф»
6. «Я… скрываю»

### Роли в кино
1. 1970 — Семья, как семья — участник новогодней вечеринки, приятель Лены
2. 1971 — Ох уж эта Настя! — пионервожатый (в титрах не указан)
3. 1972 — А пароходы гудят и уходят… — Лёня Комков
4. 1972 — Юлька — Петро Дубовой
5. 1973 — Быть человеком
6. 1974 — Весёлый калейдоскоп — Олег
7. 1975 — Ольга Сергеевна — Никита
8. 1976 — Вечерний свет — Степан
9. 1976 — Всего одна ночь — Пашка Пузырёв
10. 1976 — Солнце, снова солнце — Марконя
11. 1977 — Усатый нянь — Кеша Четвергов
12. 1978 — Дальше — тишина… — бармен
13. 1978 — Молодая жена — Володька
14. 1979 — Завтрак на траве — Иван Николаевич Ковалёв, пионервожатый
15. 1979 — Небо — земля
16. 1979 — Ты помнишь — Федя Братухин
17. 1980 — Дон Карлос — паж королевы
18. 1980 — Корпус генерала Шубникова — подполковник Семён Куценко
19. 1981 — Деревенская история — Григорий Егорович Горелов, механизатор
20. 1981 — Ленин в Париже — посыльный
21. 1981 — Трижды о любви — Василий Лобанов, колхозный шофёр
22. 1982 — Магистраль — «Студент»
23. 1982 — Оставить след — Толик Смородинцев
24. 1983 — Сашка — Сашка
25. 1984 — Первая конная — Тимошка
26. 1985 — Осторожно, Василёк! — шофёр Аркадий
27. 1985 — Подвиг Одессы — моряк
28. 1985 — Поживём — увидим — Сергей
29. 1985 — Про кота… — Карабас, младший брат
30. 1985 — Ради нескольких строчек — майор Ковалёв
31. 1985 — Следствие ведут ЗнаТоКи. Полуденный вор — Иван Агафонов
32. 1986 — Размах крыльев — Веселков
33. 1986 — Тайна Снежной королевы — Крапива
34. 1987 — Мисс миллионерша — ведущий
35. 1987 — Чехарда — папа
36. 1988 — Белые вороны — инспектор ГАИ Сергей Петрович
37. 1988 — С Луны свалился
38. 1989 — Пять углов — Ростик
39. 1990 — Бес в ребро — Виктор
40. 1990 — Коррупция — Бабенко
41. 1990 — Привал странников —  бармен Денис
42. 1991 — Гений — Костик
43. 2007 — Театр Луны, или Космическая дурочка 13:28